# Stade Teddy
 (mars 2025).
Le stade Teddy Kollek (en hébreu : אצטדיון טדי, Itztadion Teddy) est un stade de football basé à Jérusalem, en Israël. Il porte le nom de l'ancien maire de la ville, Teddy Kollek qui était en poste à l'époque de sa construction et a été l'un des défenseurs du projet. Trois équipes de football utilisent actuellement le stade, le Beitar Jérusalem, l'Hapoël Jérusalem et l'Hapoël Katamon Jérusalem.
Pour le Beitar, le stade fut une bénédiction après avoir joué des années au stade YMCA, qui était plus connu sous le nom de « Bac à sable » à cause des grandes quantités de sable, autour du terrain.

## Histoire
Dans la première phase, seules les parties est et ouest du stade ont été construites en leur donnant une capacité de 12 000 places. En 1997, les travaux ont été achevés sur un versant nord qui a été relié à l'ouest et l'est la capacité de 21 600 places. Le stade lui-même est l'un des plus récents en Israël et l'un des rares qui ne satisfait pas toutes les normes européennes. Il est accessible aux personnes handicapées, possède des salles de bains modernes, et dispose d'une vaste tribune, une combinaison qui est très difficile de trouver dans de nombreux stades israéliens. Le stade a 5000 places de stationnement, et est relié à la Malha Mall par un pont piétonnier à son parking.
Le stade est situé au terminus de la voie express Begin et juste après la Gare de Malha, qui assure l'accès routier et ferroviaire avec le reste du pays.
En raison de sa beauté et de l'atmosphère (tribunes à proximité du terrain et l'acoustique est excellente), le stade Teddy a également accueilli les matchs de l'équipe nationale de football ainsi que les Maccabiades, cérémonie d'ouverture et d'autres événements publics.

## Galerie

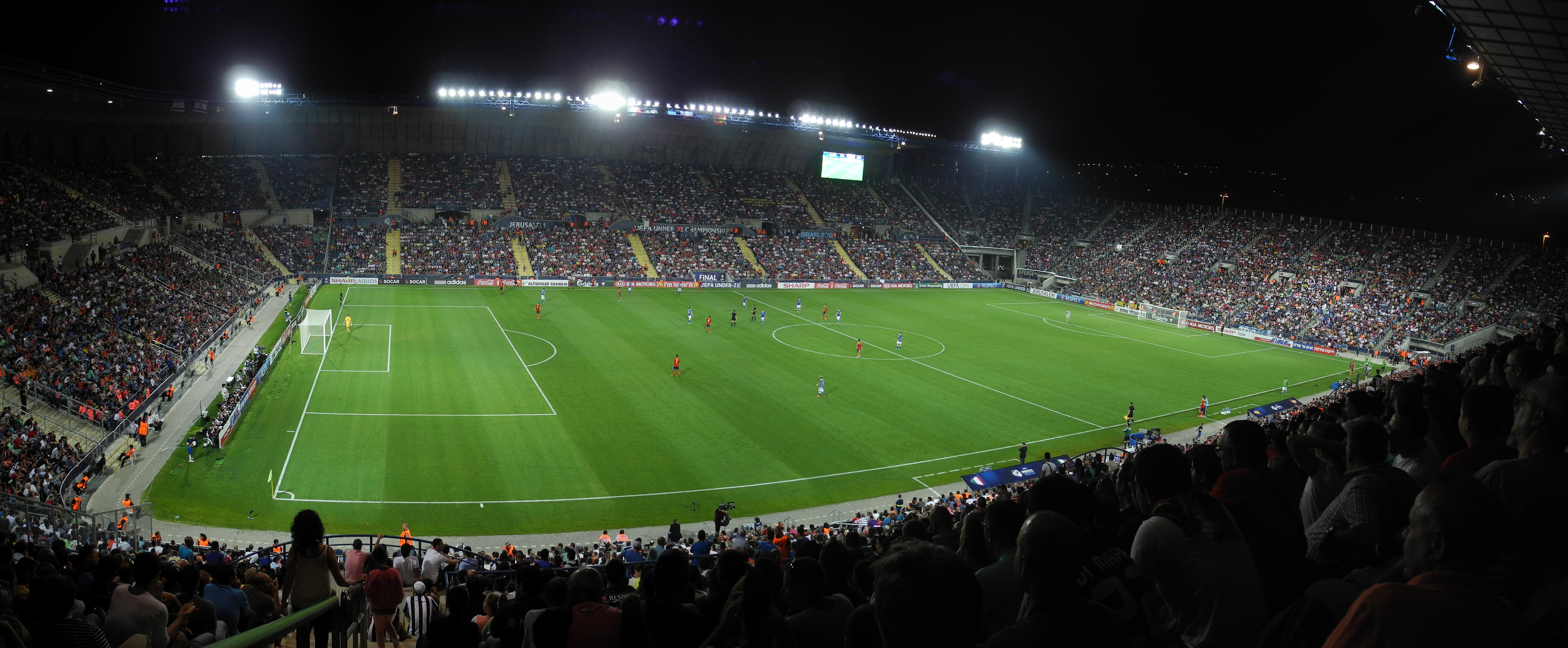
Stade Teddy de l'intérieur
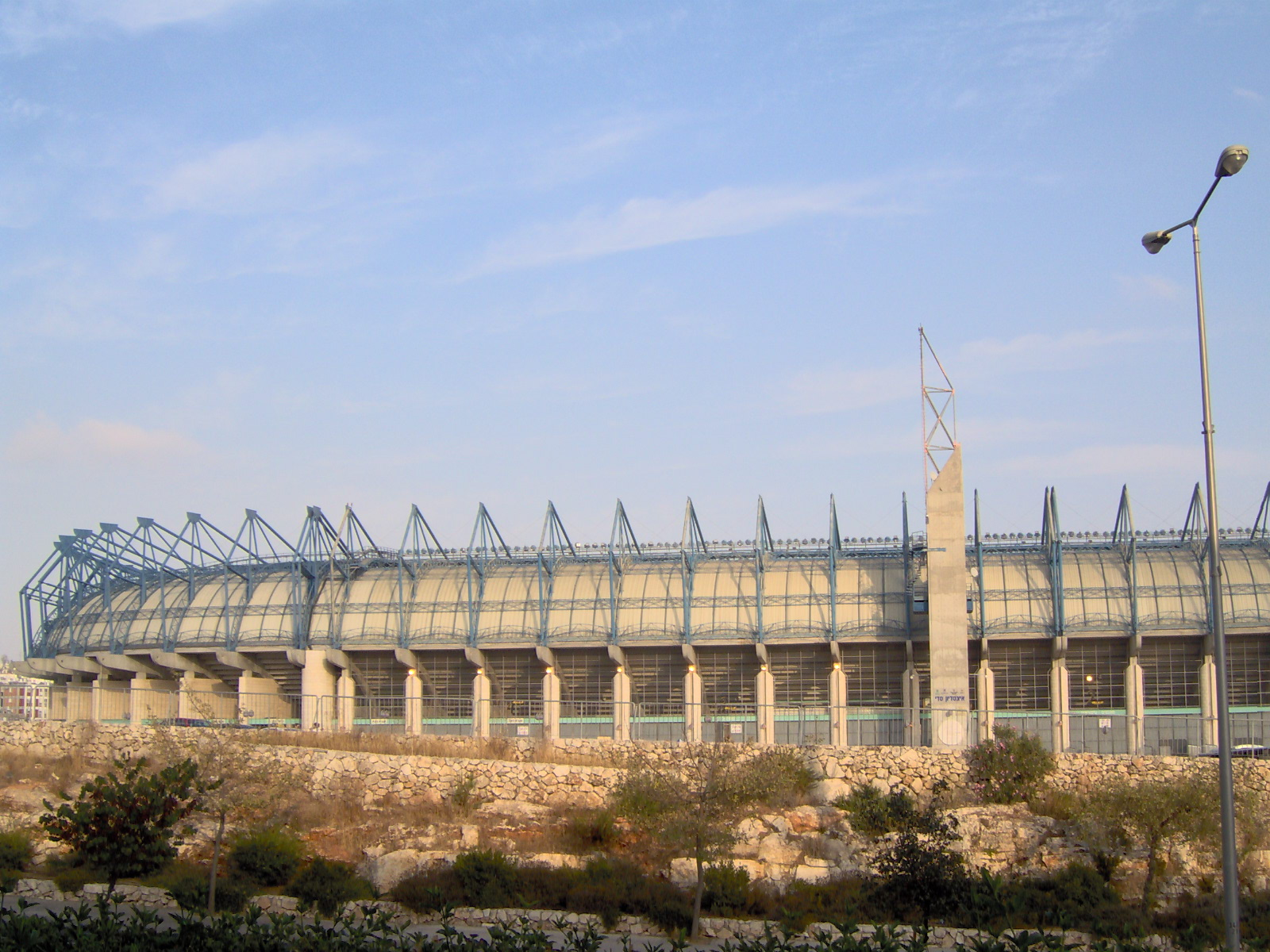
Stade Teddy de l'extérieur
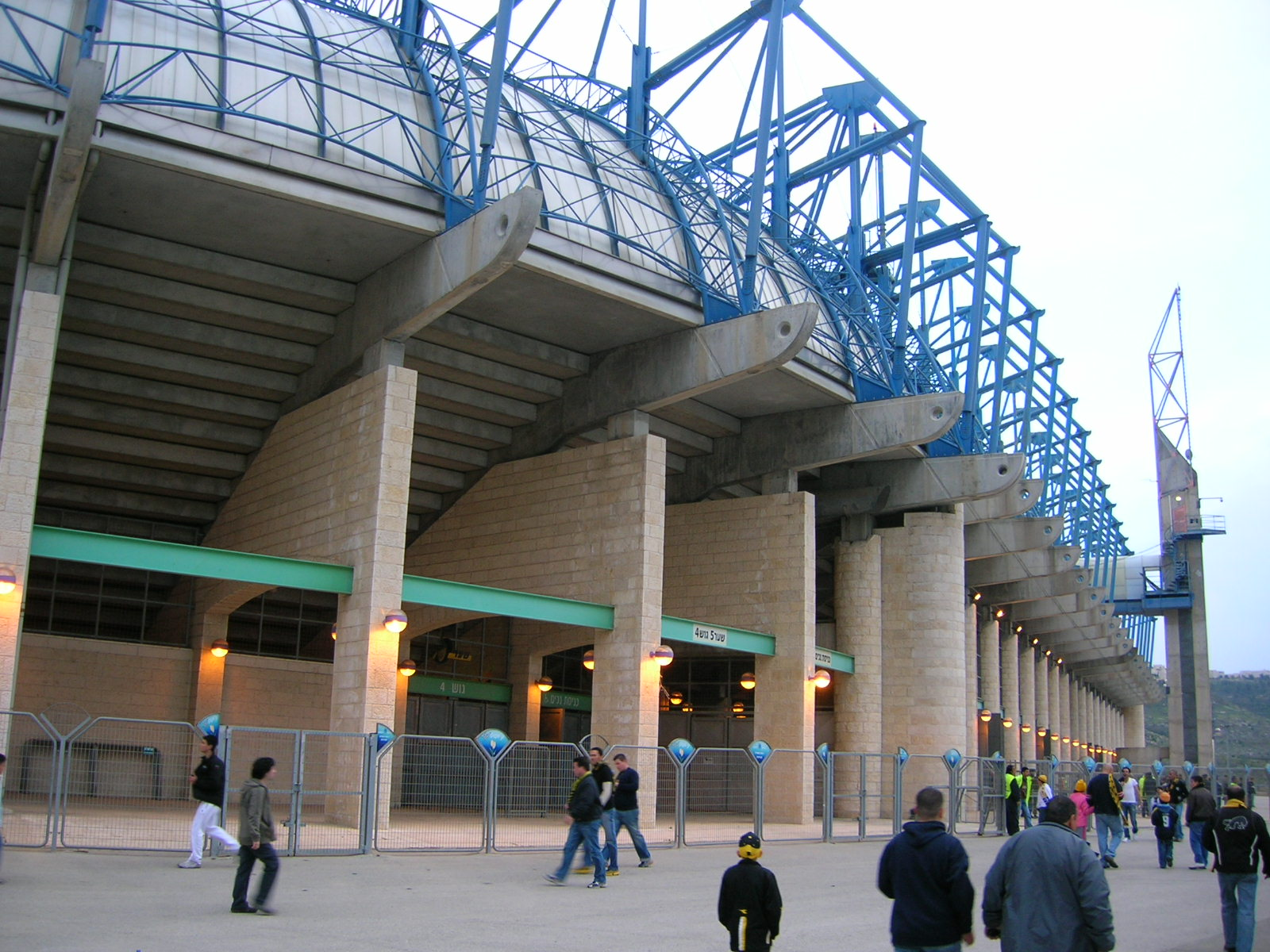
Stade Teddy de l'extérieur
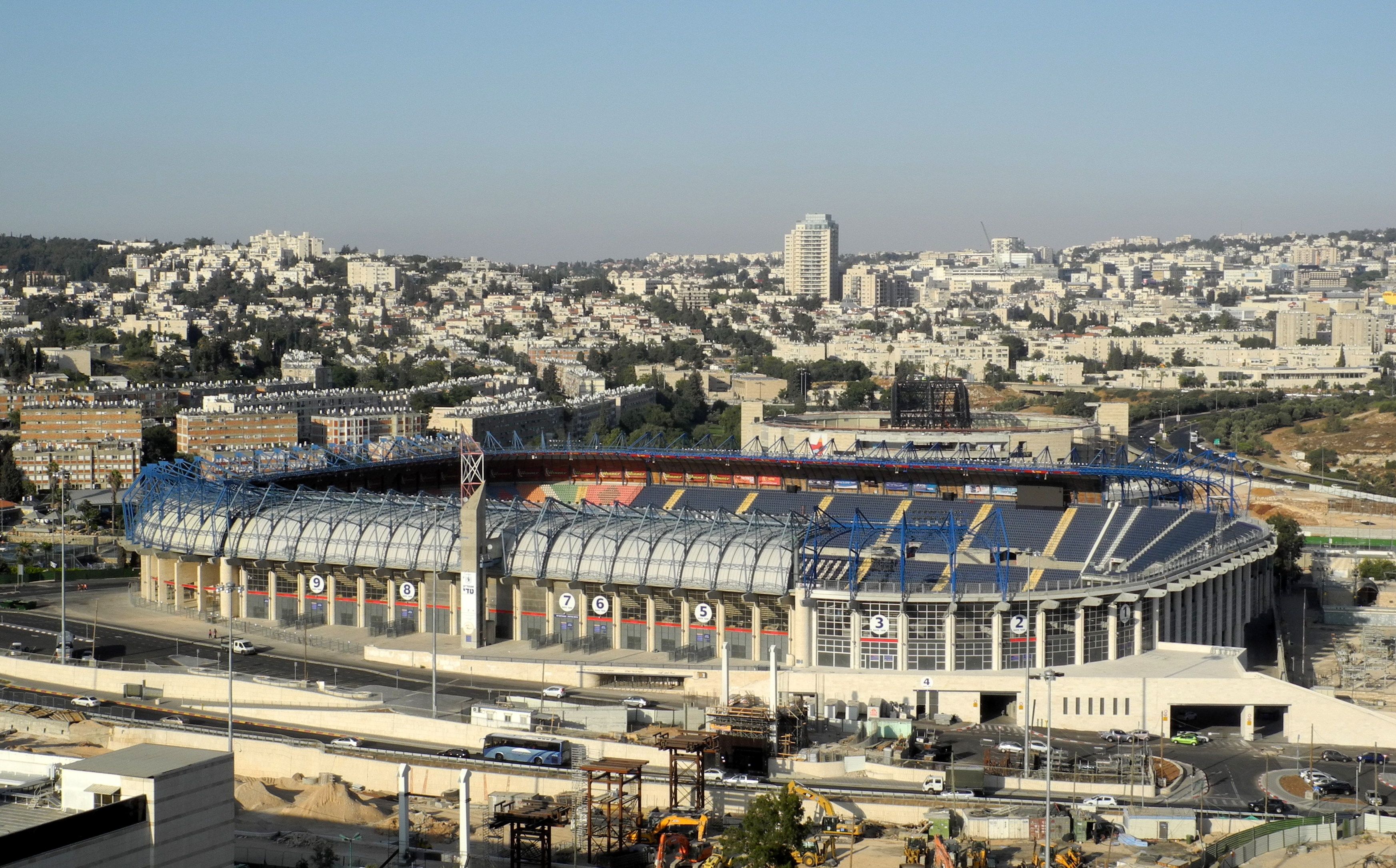
Stade Teddy de l'extérieur